# Прапор Сорокиного

«Прапор Краснодона», що його використовує т. зв. «ЛНР»

Прапор Сорокиного — один з офіційних символів міста Сорокине. Разом із гербом міста був затверджений рішенням Краснодонської міської ради 16 лютого 1999 року.

## Історія
16 лютого 1999 року рішенням Краснодонської міської ради № 14/242, разом із гербом міста, був затверджений прапор міста — символ місцевого самоврядування. Автором виступив художник Ю. П. Шпирко.
«Прапор міста Краснодона являє собою полотнище, що складається з двох частин, розділених діагонально з верхнього лівого кута в правий нижній. Верхня, ліва трикутна частина полотнища прапора, складена з двох горизонтально розміщених смуг блакитного і жовтого кольорів — стилізованого зображення державного прапора України, що символізують державну належність міста. Нижня, права трикутна частина полотнища, червоного кольору — це подвиг молодогвардійців-краснодонців у роки Великої Вітчизняної війни. У лівому нижньому кутку полотнища прапора на червоному тлі паралельно вертикальної лінії ширини прапора і горизонтальної лінії довжини прапора розташована вигнута стрічка золотавого кольору. На горизонтальній частині стрічки поміщена дата заснування міста Краснодона (1914) сірого кольору. Відношення ширини прапора до його довжини дорівнює — 1:2».